# Mark James (Golfspieler)
Mark James (* 28. Oktober 1953 in Manchester) ist ein englischer Profigolfer. Er spielte viele Jahre auf der European Tour, war einmal Ryder Cup Kapitän und spielt jetzt als Senior auf der nordamerikanischen Champions Tour.

## Karriere
Mark James gewann als Amateur die English Amateur Championship 1974 und spielte für Großbritannien & Irland 1975 im Walker Cup. Sein erster professioneller Erfolg kam 1977, ein Jahr später der erste seiner insgesamt 18 Siege auf der European Tour. James konnte zwar kein Major gewinnen, hatte aber vier Top-5-Platzierungen bei der Open Championship. Zudem war er einer der konstantesten Spieler auf der Tour und klassierte sich 20 Mal unter den ersten 30 der Geldrangliste.
Im Ryder Cup war Mark James siebenmal vertreten. Im Jahr 1999 war er Kapitän. Das war jener Ryder Cup, als das US-amerikanische Publikum, aber auch einzelne Spieler der USA durch unsportliches Verhalten dem Geiste dieser Veranstaltung zuwiderhandelten – deshalb auch Battle of Brookline genannt. Allerdings trug James mit einigen unglücklichen Kommentaren nicht gerade zur Entspannung bei, und seine heftig diskutierte Aufstellungstaktik führte letztendlich zur – wenn auch knappen – Niederlage.
Im Jahre 2000 veröffentlichte Mark James einen Bestseller über diese Ereignisse, Into the Bear Pit. Darin beschreibt er, neben der Kritik an den US-Amerikanern, auch seine Auseinandersetzungen mit Mitgliedern seiner Mannschaft, wie etwa mit Nick Faldo. In dem 2002 erschienenen Nachfolgebuch After the Bear Pit beschreibt James den Kampf mit seiner Krebserkrankung, seine Erfahrungen als European-Tour-Spieler und seine Gedanken über die Zukunft des Ryder Cup.
Seit Ende 2003 Seniorgolfer, hat sich Mark James für die nordamerikanische Champions Tour entschieden und gleich 2004 als erster Europäer dort ein Senior Major gewonnen, die Senior Players Championship. Die nächsten Turniersiege folgten 2005 und 2007.
Mark James arbeitet zusätzlich als Golfkommentator für die BBC.

## European-Tour-Siege
- 1978 Sun Alliance Match Play Championship
- 1979 Welsh Golf Classic, Carroll’s Irish Open
- 1980 Carroll’s Irish Open
- 1982 Italian Open
- 1983 Tunisian Open
- 1985 GSI L’Equipe Open
- 1986 Benson & Hedges International Open
- 1988 Peugeot Open de España
- 1989 Karl Litten Desert Classic, AGF Open, NM English Open
- 1990 Dunhill British Masters, NM English Open
- 1993 Madeira Island Open, Turespaña Iberia Open de Canarias
- 1995 Moroccan Open
- 1997 Peugeot Open de España

## Andere Turniersiege
- 1977 Lusaka Open (Afrika)
- 1981 Sao Paulo Open (Südamerika)
- 1980 Euro Masters Invitational (Italien)
- 1983 Euro Masters Invitational (Italien)
- 1988 South African TPC

## European Seniors Tour Siege
- 2005 European Senior Masters
- 2009 Son Gual Mallorca Senior Open

## Champions Tour Siege
- 2004 Ford Senior Players Championship
- 2005 ACE Group Classic
- 2007 Allianz Championship

Senior Major fett gedruckt

## Teilnahmen an Teambewerben
- Ryder Cup: 1977 (für Großbritannien & Irland, danach für Europa), 1979, 1981, 1989 (remis und Cup verteidigt), 1991, 1993, 1995 (Sieger), 1999 (non-playing captain)
- Alfred Dunhill Cup (für England): 1988, 1989, 1990, 1993, 1995, 1997, 1999
- World Cup (für England): 1978, 1979, 1982, 1984, 1987, 1988, 1990, 1993, 1997, 1999
- Hennessy Cognac Cup: 1976 (Sieger), 1978 (Sieger), 1980 (Sieger), 1982 (Sieger & Einzelsieger), 1984 (Sieger)
- Four Tours World Championship: 1988, 1989, 1990